# Andrew Grove
Andrew Stephen Grove, urodzony jako András István Gróf (ur. 2 września 1936 w Budapeszcie, zm. 21 marca 2016 w Los Altos, Kalifornia) – amerykański inżynier i przedsiębiorca węgiersko-żydowskiego pochodzenia, współzałożyciel i prezes Intel Corporation.

## Życiorys
Grove pochodził z zamożnej przedwojennej żydowskiej rodziny z Budapesztu. W 1960 r. ukończył inżynierię chemiczną w City College of New York, w 1963 r. zdobył stopień doktorski na University of California, Berkeley, także z inżynierii chemicznej. Pracował dla Fairchild Semiconductor, zanim przeszedł do powstającego Intela, stając się formalnie jego czwartym pracownikiem, choć w rzeczywistości trzecim. Numer cztery otrzymał na skutek urzędniczego błędu. Leslie L. Vadász, który został zatrudniony przez Grove’a otrzymał numer pracownika trzy przez analogiczny błąd urzędniczy. Grove podjął w Intelu przełomową decyzję, by zamiast kart pamięci produkować procesory. Pod rządami Grove’a Intel był w latach 90. najwartościowszą firmą świata. W 1979 r. objął prezesurę firmy, w 1987 został jej dyrektorem wykonawczym. W 1998 zrezygnował z tej funkcji i do 2004 r. pozostał członkiem zarządu. Następnie pracował dla Intela jako starszy doradca.
Jest autorem książek z dziedziny inżynierii i zarządzania – jego pierwsza książka, Physics and Technology of Semiconductor Devices (John Wiley and Sons, Inc., 1967) stała się powszechnie używanym podręcznikiem uniwersyteckim. Napisał High Output Management (Random House, 1983 i Vintage, 1985) przetłumaczoną na 11 języków. Inne pozycje to One-on-One With Andy Grove (G.P. Putnam’s Sons, 1987 i Penguin, 1989) i Only the Paranoid Survive (Doubleday, 1996), Swimming Across (Time Warner Books, 2001). Jest autorem artykułów w Fortune, The Wall Street Journal i New York Times, pisał też stałą kolumnę na temat zarządzania publikowaną przez szereg czasopism.
W 1997 r. został Człowiekiem Roku amerykańskiego magazynu Time.